# ZKL
ZKL je strojírenský podnik v Brně-Líšni zabývající se výrobou valivých ložisek. 

## Historie

### Výroba v Klášterci nad Ohří

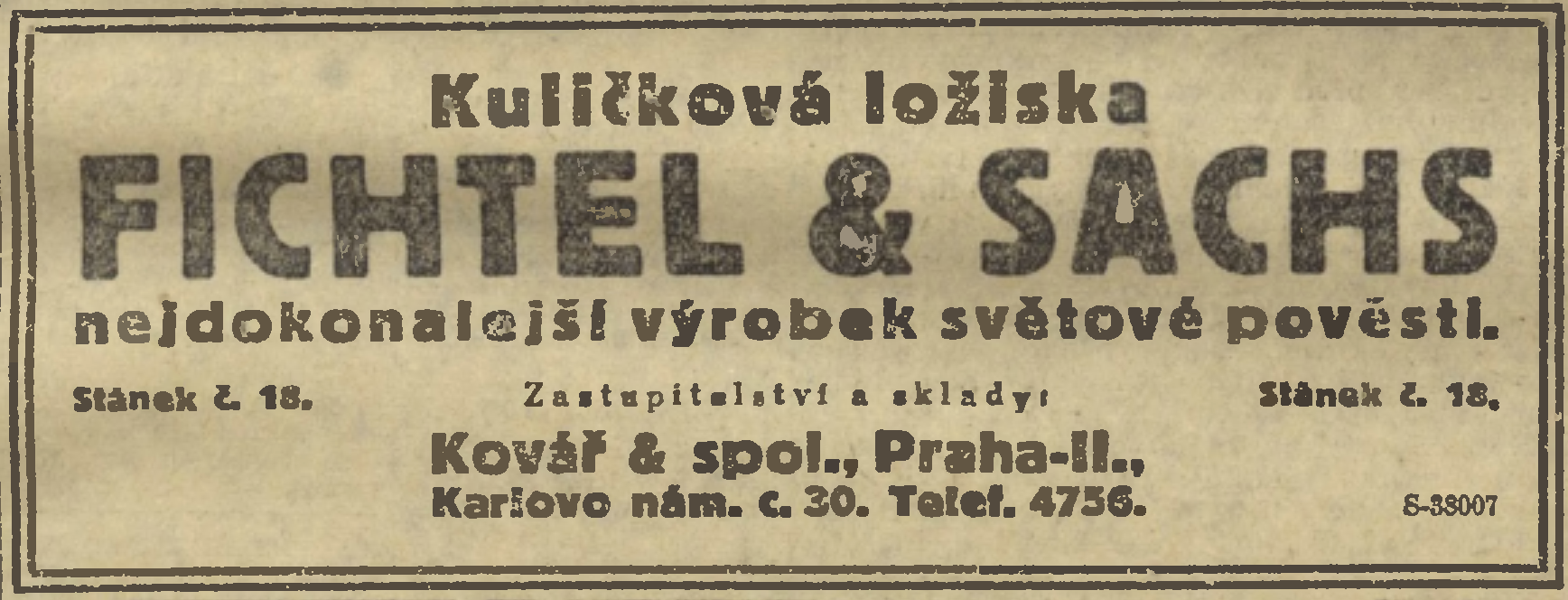
Inzerát Fichtel a Sachs, 1921

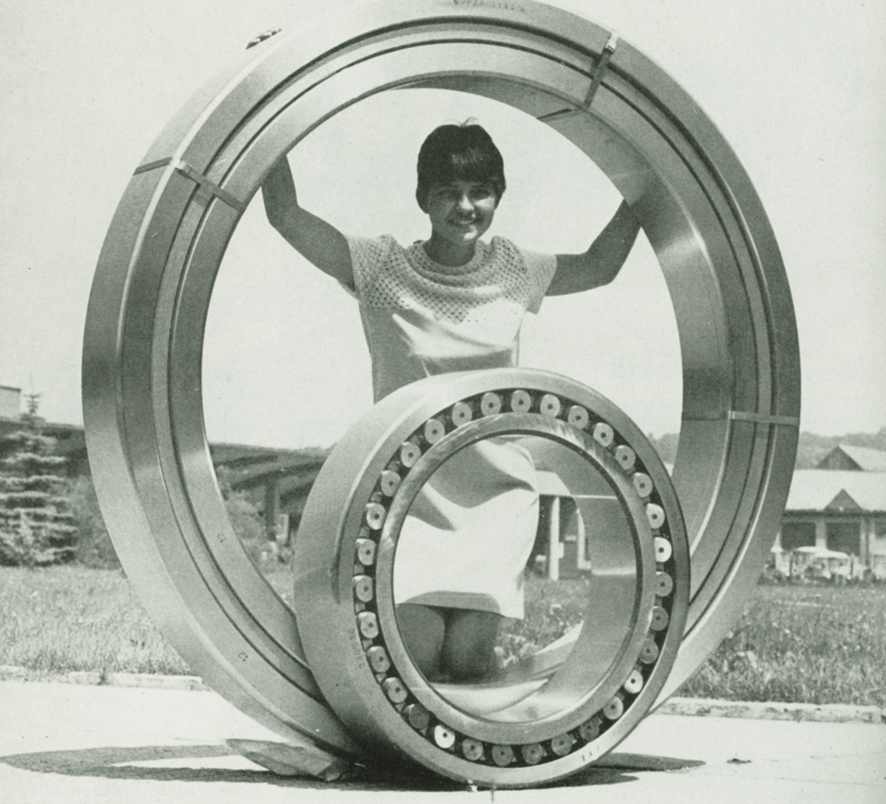
Historická propagační fotografie výrobků ZKL

První ložiska na území Česka začala vyrábět německá firma Fichtel & Sachs. V roce 1920 uváděla, že za 25 let existence firmy již prodala 55 miliónů ložisek a měla svůj závod v Černýši (část obce Perštejn u Klášterce nad Ohří). Tento závod v roce 1929 zakoupila švédská firma SKF. Po válce byla výroba převedena do Klášterce nad Ohří, kde vznikl v roce 1952 národní podnik ZKL, n. p. Klášterec nad Ohří (ZKL = Závody na kuličková ložiska). Výroba v Perštejně byla v roce 1969 zrušena.
Závod v Klášterci nad Ohří byl v 90. letech během procesu privatizace transformován na akciovou společnost. V roce 1999 byla společnost začleněna do koncernu ZKL.

### Výroba v Brně

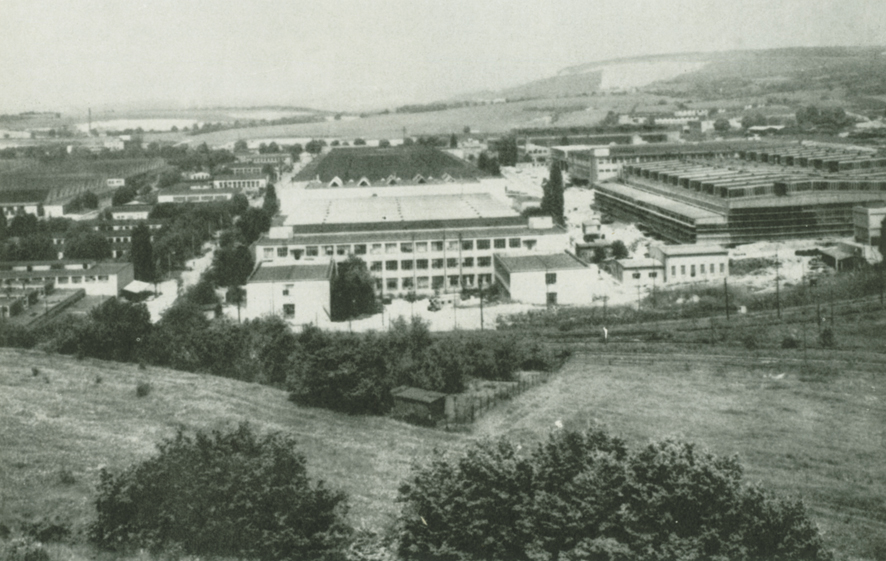
Historické foto výrobního závodu ZKL Brno

Výroba ložisek v Brně byla zahájena v roce 1947 podle licence anglické firmy Hoffmann, v rámci tehdejšího podniku Zbrojovka v Brně-Líšni. Neustálá potřeba nových druhů ložisek a nové kvalitativní požadavky na technickou úroveň v oblasti konstrukce, technologie a kvality daly následně podnět k vybudování výzkumného ústavu ZKL VÚVL v Brně. 
V roce 1968 byly Závody na kuličková ložiska začleněn pod koncern ZVL (Závody na výrobu ložísk, koncern, Považská Bystrica) se sídlem v Považské Bystrici, který sjednotil všechny výrobce ložisek v tehdejší ČSSR s více než 30 000 zaměstnanci. 
V 90. letech 20. století se koncern ZVL rozpadl a značky ZVL a ZKL se staly nezávislými, plně konkurenčními. Výroba ložisek v tehdejší Zbrojovce Brno a výzkumně vývojová činnost v ZKL VÚVL se staly základem dnešních akciových společností ZKL Brno, a. s. a ZKL Výzkum a vývoj, a. s. Akciová společnost ZKL, a. s. integruje české ložiskové výrobce vyrábějící ložiska pod ochrannou známkou ZKL. Byla založena v roce 1999 jako čistě česká soukromá společnost integrující tři výrobní podniky – společnosti ZKL Brno, a. s., ZKL Klášterec nad Ohří, a. s. a ZKL Hanušovice, a. s. Do koncernu patří také specializované společnosti ZKL-Výzkum a vývoj, a. s. a ZKL Bearings CZ, a. s.

## Současnost

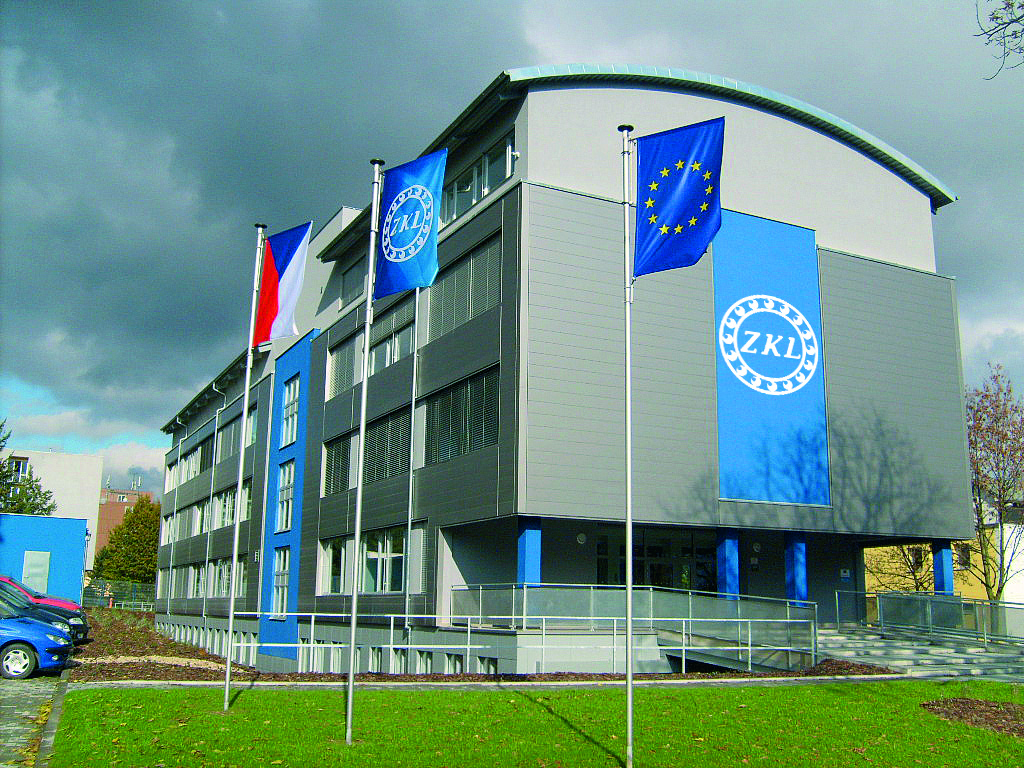
Ředitelství koncernu ZKL v Brně-Líšni

Společnost ZKL je výrobce velkorozměrových soudečkových, speciálních a dělených ložisek. Věnuje se výzkumu, vývoji, výrobě a distribuci valivých ložisek, výrobě speciálních ložisek a komponentů pro automobilový a železniční průmysl. V současnosti v koncernu pracuje více než 1100 zaměstnanců. Vlastníky společnosti jsou Jiří Prášil (67 %) a Jan Otoupalík (33 %).
ZKL dodává své produkty do nejrůznějších průmyslových odvětví jako je hutnictví, energetika, těžké strojírenství, těžba a zpracování surovin, automobilový průmysl, doprava, zemědělství a mnoho dalších. Výroba ložisek ZKL se soustředí do tří výrobních podniků – ZKL Brno, a.s., ZKL Klášterec nad Ohří, a.s. a ZKL Hanušovice, a.s. Závod ZKL Brno, a.s. se specializuje na výrobu soudečkových, válečkových a speciálních ložisek (dělená, těsněná nebo velkorozměrová ložiska do průměru 1600 mm). ZKL Klášterec nad Ohří, a.s. se zaměřuje na produkci kuličkových, kuželíkových a válečkových ložisek do průměru 400 mm. Výrobní závod ZKL Hanušovice, a.s. se zabýval výrobou komponentů pro valivá ložiska a dílů pro automobilový průmysl, od března 2016 je v insolvenci a společnost byla přejmenována na Technic Tube, a.s.
ZKL vyváží svoje výrobky do více než 70 zemí světa. Mezi hlavní exportní teritoria patří Turecko, Rusko, Indie, Čína a Německo. Koncern využívá k prodeji svých výrobků širokou distribuční síť, k níž patří také přímá obchodně technická zastoupení ZKL v Německu, Mexiku, Argentině, Brazílii, Uruguayi, Číně a Indii.

## Výrobní program
- ložiska – soudečková, kuličková, válečková, kuželíková, speciální, velkorozměrová
- ložiskové díly
- automobilové díly – trubky topení, chlazení, odvzdušňování pro palivové systémy motorů osobních automobilů (v útlumu, insolvence)

## Kontroverze
V srpnu roku 2024 ředitel a většinový majitel podniku Jiří Prášil uvedl v rozhovoru pro Deník N, že ložiska vyrobená jeho firmou miří do Ruské federace, a to i přesto, že je na tuto zemi kvůli jejímu vpádu do Ukrajiny uvaleno množství sankcí jak Českou republikou, tak Evropskou unií. Dále uvedl, že ložiska nejsou využívána ve zbraních či zbraňových systémech. Tuto skutečnost ale nelze ověřit. Ministerstvo financí uvedlo, že je vývoz ložisek do Ruska nebo pro použití v Rusku zakázán článkem 2a odst. 1 nařízení (EU) č. 833/2014 v platném znění a jednáním ZKL se zabývají. Po konzultaci se zpravodajskými službami ČR bylo 6. srpna 2024 rozhodnuto, že podnik musí nově žádat o zvláštní povolení pro vývoz do Číny.